# Асоса
Асо́са (амх. አሶሳ) — город на западе Эфиопии, административный центр региона Бенишангуль-Гумуз.

## История
Во время гражданской войны в Эфиопии город был захвачен народным Фронтом освобождения Оромо.

## География
Асоса расположен недалеко от границы с Суданом, на высоте 1570 м над уровнем моря. Является центром зоны и ворэды Асоса.

## Климат
| Показатель                    | Янв. | Фев. | Март | Апр. | Май   | Июнь  | Июль  | Авг.  | Сен.  | Окт.  | Нояб. | Дек. | Год    |
| ----------------------------- | ---- | ---- | ---- | ---- | ----- | ----- | ----- | ----- | ----- | ----- | ----- | ---- | ------ |
| Средний суточный максимум, °C | 30,3 | 31,8 | 32,3 | 31,4 | 28,5  | 25,8  | 24,4  | 24,5  | 25,9  | 26,5  | 26,7  | 29,6 | 28,1   |
| Средняя температура, °C       | 22,6 | 24,0 | 24,7 | 24,1 | 22,7  | 20,8  | 20,0  | 20,0  | 20,5  | 20,8  | 20,6  | 22,1 | 21,9   |
| Средний суточный минимум, °C  | 14,9 | 16,1 | 17,1 | 16,9 | 16,8  | 15,9  | 15,6  | 15,4  | 15,2  | 15,1  | 14,5  | 14,5 | 15,7   |
| Норма осадков, мм             | 0,7  | 4,5  | 20,8 | 58,0 | 126,5 | 198,7 | 240,9 | 243,9 | 210,4 | 125,3 | 30,8  | 21,3 | 1281,8 |
| Источник: ,                   |      |      |      |      |       |       |       |       |       |       |       |      |        |

## Население
По данным Центрального статистического агентства, на 2005 год население Асосы составляет 20 226 человек, из них 10 929 человек — мужчины и 9297 человек — женщины.
По данным переписи 1994 года население города составляло 11 749 человек (6324 мужчины и 5425 женщин), проживающих в 2825 отдельных хозяйствах. В Асосе были отмечены представители 6 различных этнических групп: оромо (41,19 %); амхара (29,93 %); берта (17,39 %); тиграи (5,43 %); гураге (1,35 %) и силте (1,29 %); оставшиеся 3,42 % населения представлены другими народами. Язык оромо являлся родным для 44,42 % населения; амхарский — для 31,53 %; берта — для 15,98 % и тигринья — для 4,43 %; оставшиеся 3,64 % заявили о другом родном языке. 54,92 % населения — последователи Эфиопской православной церкви, ислам исповедуют 29,75 % населения, а протестантство — 14,89 %. Город является крупнейшим населённым пунктом в ворэде Асоса.

## Транспорт
В городе имеется аэропорт.